# Albumy numer jeden w roku 1970 (USA)
Lista najlepiej sprzedających się albumów w Stanach Zjednoczonych w 1970 tworzona przez magazyn Billboard na podstawie Billboard 200.

## Historia notowania
| Data publikacji | Album                                                  | Artysta                        |
| --------------- | ------------------------------------------------------ | ------------------------------ |
| 3 stycznia      | Abbey Road                                             | The Beatles                    |
| 10 stycznia     | Abbey Road                                             | The Beatles                    |
| 17 stycznia     | Led Zeppelin II                                        | Led Zeppelin                   |
| 24 stycznia     | Abbey Road                                             | The Beatles                    |
| 31 stycznia     | Led Zeppelin II                                        | Led Zeppelin                   |
| 7 lutego        | Led Zeppelin II                                        | Led Zeppelin                   |
| 14 lutego       | Led Zeppelin II                                        | Led Zeppelin                   |
| 21 lutego       | Led Zeppelin II                                        | Led Zeppelin                   |
| 28 lutego       | Led Zeppelin II                                        | Led Zeppelin                   |
| 7 marca         | Bridge Over Troubled Water                             | Simon & Garfunkel              |
| 14 marca        | Bridge Over Troubled Water                             | Simon & Garfunkel              |
| 21 marca        | Bridge Over Troubled Water                             | Simon & Garfunkel              |
| 28 marca        | Bridge Over Troubled Water                             | Simon & Garfunkel              |
| 4 kwietnia      | Bridge Over Troubled Water                             | Simon & Garfunkel              |
| 11 kwietnia     | Bridge Over Troubled Water                             | Simon & Garfunkel              |
| 18 kwietnia     | Bridge Over Troubled Water                             | Simon & Garfunkel              |
| 25 kwietnia     | Bridge Over Troubled Water                             | Simon & Garfunkel              |
| 2 maja          | Bridge Over Troubled Water                             | Simon & Garfunkel              |
| 9 maja          | Bridge Over Troubled Water                             | Simon & Garfunkel              |
| 16 maja         | Déjà Vu                                                | Crosby, Stills, Nash and Young |
| 23 maja         | McCartney                                              | Paul McCartney                 |
| 30 maja         | McCartney                                              | Paul McCartney                 |
| 6 czerwca       | McCartney                                              | Paul McCartney                 |
| 13 czerwca      | Let It Be                                              | The Beatles                    |
| 20 czerwca      | Let It Be                                              | The Beatles                    |
| 27 czerwca      | Let It Be                                              | The Beatles                    |
| 4 lipca         | Let It Be                                              | The Beatles                    |
| 11 lipca        | Woodstock: Music from the Original Soundtrack and More | ścieżka dźwiękowa              |
| 18 lipca        | Woodstock: Music from the Original Soundtrack and More | ścieżka dźwiękowa              |
| 25 lipca        | Woodstock: Music from the Original Soundtrack and More | ścieżka dźwiękowa              |
| 1 sierpnia      | Woodstock: Music from the Original Soundtrack and More | ścieżka dźwiękowa              |
| 8 sierpnia      | Blood, Sweat & Tears 3                                 | Blood, Sweat & Tears           |
| 15 sierpnia     | Blood, Sweat & Tears 3                                 | Blood, Sweat & Tears           |
| 22 sierpnia     | Cosmo’s Factory                                        | Creedence Clearwater Revival   |
| 29 sierpnia     | Cosmo’s Factory                                        | Creedence Clearwater Revival   |
| 5 września      | Cosmo’s Factory                                        | Creedence Clearwater Revival   |
| 12 września     | Cosmo’s Factory                                        | Creedence Clearwater Revival   |
| 19 września     | Cosmo’s Factory                                        | Creedence Clearwater Revival   |
| 26 września     | Cosmo’s Factory                                        | Creedence Clearwater Revival   |
| 3 października  | Cosmo’s Factory                                        | Creedence Clearwater Revival   |
| 10 października | Cosmo’s Factory                                        | Creedence Clearwater Revival   |
| 17 października | Cosmo’s Factory                                        | Creedence Clearwater Revival   |
| 24 października | Abraxas                                                | Santana                        |
| 31 października | Led Zeppelin III                                       | Led Zeppelin                   |
| 7 listopada     | Led Zeppelin III                                       | Led Zeppelin                   |
| 14 listopada    | Led Zeppelin III                                       | Led Zeppelin                   |
| 21 listopada    | Led Zeppelin III                                       | Led Zeppelin                   |
| 28 listopada    | Abraxas                                                | Santana                        |
| 5 grudnia       | Abraxas                                                | Santana                        |
| 12 grudnia      | Abraxas                                                | Santana                        |
| 19 grudnia      | Abraxas                                                | Santana                        |
| 26 grudnia      | Abraxas                                                | Santana                        |